# Alpha Ethniki 2002-2003
L'Alpha Ethniki 2002-2003 fu la 67ª edizione della massima serie del campionato di calcio greco, conclusa con la vittoria dell'Olympiacos Pireo, al suo trentaduesimo titolo e settimo consecutivo.
Capocannoniere del torneo fu Nikos Liberopoulos (Panathīnaïkos), con 16 reti.

## Formula
Le squadre partecipanti passarono dalle quattordici della stagione precedente alle sedici di quella attuale e disputarono un girone di andata e ritorno per un totale di 30 partite.
Le ultime due classificate furono retrocesse in Beta Ethniki.
Il punteggio prevedeva tre punti per la vittoria, uno per il pareggio e nessuno per la sconfitta.
Il PAS Giannina fu penalizzato di novanta punti.
Le squadre ammesse alle coppe europee furono otto: i campioni e la seconda classificata alla fase a gironi della UEFA Champions League 2003-2004 con la terza che ne disputò i preliminari, la vincitrice della coppa nazionale con quarta e quinta alla Coppa UEFA 2003-2004 più due ulteriori squadre alla Coppa Intertoto 2003.

## Squadre partecipanti
| Squadra        | Città      | Stadio | Stagione 2001-2002 |
| -------------- | ---------- | ------ | ------------------ |
| AEK Atene      | Atene      |        | 2°                 |
| Akratītos      | Ano Liosia |        | 11°                |
| Arīs Salonicco | Salonicco  |        | 9°                 |
| Egaleo         | Egaleo     |        | 10°                |
| Iōnikos        | Nikea      |        | 12°                |
| Īraklīs        | Salonicco  |        | 6°                 |
| Kallithea      | Kallithea  |        | Beta Ethniki       |
| OFI Creta      | Candia     |        | 8°                 |
| Olympiacos     | Il Pireo   |        | Campione di Grecia |
| Panachaïkī     | Patrasso   |        | 13°                |
| Panathīnaïkos  | Atene      |        | 3°                 |
| Paniōnios      | Nea Smyrnī |        | 7°                 |
| PAOK           | Salonicco  |        | 4°                 |
| PAS Giannina   | Giannina   |        | Beta Ethniki       |
| Proodeftikī    | Korydallos |        | Beta Ethniki       |
| Skoda Xanthī   | Xanthi     |        | 5°                 |

## Classifica finale
|                   | Pos. | Squadra        | Pt  | G  | V  | N  | P  | GF | GS | DR  |
| ----------------- | ---- | -------------- | --- | -- | -- | -- | -- | -- | -- | --- |
| Grecia (bandiera) | 1.   | Olympiacos     | 70  | 30 | 21 | 7  | 2  | 75 | 21 | +54 |
|                   | 2.   | Panathīnaïkos  | 70  | 30 | 22 | 4  | 4  | 50 | 19 | +31 |
|                   | 3.   | AEK Atene      | 68  | 30 | 21 | 5  | 4  | 74 | 29 | +45 |
|                   | 4.   | PAOK           | 53  | 30 | 16 | 5  | 9  | 59 | 38 | +21 |
|                   | 5.   | Paniōnios      | 53  | 30 | 15 | 8  | 7  | 35 | 25 | +10 |
|                   | 6.   | Arīs Salonicco | 51  | 30 | 15 | 6  | 9  | 37 | 34 | +3  |
|                   | 7.   | Īraklīs        | 49  | 30 | 15 | 4  | 11 | 44 | 37 | +7  |
|                   | 8.   | OFI Creta      | 44  | 30 | 12 | 8  | 10 | 39 | 34 | +5  |
|                   | 9.   | Skoda Xanthī   | 35  | 30 | 8  | 11 | 11 | 31 | 33 | -2  |
|                   | 10.  | Egaleo         | 31  | 30 | 7  | 10 | 13 | 28 | 44 | -16 |
|                   | 11.  | Proodeftikī    | 30  | 30 | 7  | 9  | 14 | 25 | 38 | -13 |
|                   | 12.  | Akratītos      | 26  | 30 | 7  | 5  | 18 | 33 | 62 | -29 |
|                   | 13.  | Kallithea      | 26  | 30 | 6  | 8  | 16 | 29 | 46 | -17 |
|                   | 14.  | Iōnikos        | 24  | 30 | 5  | 9  | 16 | 22 | 42 | -20 |
|                   | 15.  | Panachaïkī     | 9   | 30 | 1  | 6  | 23 | 11 | 71 | -60 |
|                   | 16.  | PAS Giannina   | -65 | 30 | 6  | 7  | 17 | 25 | 44 | -19 |

Legenda:

      Campione di Grecia e ammesso alla UEFA Champions League
      Ammesso alla UEFA Champions League
      Ammesso alla Coppa UEFA
      Ammesso alla Coppa Intertoto
      Ammesso ai play-out
      Retrocesso in Beta Ethniki
Note:

Tre punti a vittoria, uno a pareggio, zero a sconfitta.
PAS Giannina penalizzato di 90 punti.

### Play-out
Lo Ionikos incontrò in uno spareggio in gara unica l'Apollon Kalamarias per la permanenza in massima serie. La partita si giocò a Volos il 1º giugno 2003.
| Volos 1º giugno 2003                                            | Iōnikos   | 2 – 1       | Apollōn Kalamarias |  |
| \| \| \| \| \| Rodrigues 47’ 78’ \| Marcatori \| 77’ Hartwig \| |           |             |                    |  |
|                                                                 |           |             |                    |  |
| Rodrigues 47’ 78’                                               | Marcatori | 77’ Hartwig |                    |  |

### Verdetti
- Olympiacos campione di Grecia 2002-03 e qualificato alla UEFA Champions League
- Panathinaikos e AEK Atene qualificati alla UEFA Champions League
- PAOK Salonicco, Panionios e Aris Salonicco qualificati alla Coppa UEFA
- Akratitos e Egaleo qualificati alla Coppa Intertoto
- Panachaiki e PAS Giannina retrocesse in Beta Ethniki.
- Ionikos salvo dopo play-out